# سعد خليفة
سعد خليفة (1 يوليو 1963 -)، ممثل سعودي. قام بأداء أدوار كوميدية حققت له الشهرة واشتهر بسبب قصر قامته. وشكّل مع النجوم عبدالله السدحان و ناصر القصبي ثنائي كوميدي، عمل عدة سنوات في مسلسل طاش ما طاش الذي يعرض على قناة السعودية وهو مسلسل كوميدي يصدر ظهيرة كل جمعة منذ عام 2004 من بطولته إلى جانب عبدالله السدحان وناصر القصبي وبشير غنيم ويوسف الجراح وفهد الحيان وإخراج عبدالخالق الغانم وحقق هذا مسلسل نجاحًا.

## مسيرته الفنية
بدأ حياته التمثيلية مع مسرح الطفل عبر مسرحية (السنافر) للمخرج سليم الجزائري.

## أهم أعماله

### مسلسلات
- العرضحالچي (2019) من إنتاج MBC iraq
- كمامات وطن (2020) من إنتاج الشرقية
- عيد وشجن (2014) مسلسل كوميدي من إخراج رأفت البدر
- عائله سوي جات (2014) مسلسل كوميدي من إخراج علي أبو خمرة
- أكبر كذاب - الجزء الثاني - 2013 - مسلسل كوميدي - إخراج علي أبو خمرة ومهند أبو خمرة
- أكبر كذاب - الجزء الأول - 2012 - مسلسل كوميدي - إخراج علي أبو خمرة ومهند أبو خمرة
- مسلسل كاريكاتير
- مسلسل (الطاسة والحمام)
- مسلسل (في أي بي) - أنتجتهما قناة الشرقية
- المسلسل التاريخي العراقي (سارة خاتون) مع المخرج صلاح كرم والفنانين كريم عواد
- برنامج الحكومات: في هذا البرنامج يتمكن سعد خليفة من اقتناص الفرصة المناسبة لتوجيه النقد للحكومات وللقوات الأمريكية وللوضعية السياسية غير المستقرة في العراق في 2006-2007.[3]
- مسلسل الف ليلة وليلة أنتجتها قناة الرشيد

### أداء صوتي
- العتاك - جمعة العتاك.

### مسرحيات
- مسرحية (المشمش) إخراج علاوي حسين
- مسرحية و(السلطان) إخراج علاوي حسين
- مسرحية (أحدب نوتردام) وأخرجها الفنان كريم جثير
- شارك ببعض الأعمال المسرحية الجادة مثل (ماكبث) للمخرج باسم
- مسرحية (مصباح علاء الدين)
- مسرحية (خله روحه بمرجوحة)

## وصلات خارجية
- سعد خليفة على موقع قاعدة بيانات الأفلام العربية